# Rhodographa phaeophaga
Rhodographa phaeophaga là một loài bướm đêm thuộc phân họ Arctiinae, họ Erebidae.